# Shorttrack-Europameisterschaften 2003
Die Shorttrack-Europameisterschaften 2003 waren die 7. Auflage der Shorttrack-Europameisterschaften und fanden vom 17. bis zum 19. Januar 2003 in Sankt Petersburg statt. Russland war erstmals Ausrichter der kontinentalen Titelkämpfe. Insgesamt wurden vier Europameistertitel vergeben, jeweils einer im Mehrkampf und in der Staffel bei Frauen und Männern. Ausrichter war die Internationale Eislaufunion (ISU).
Bei den Frauen dominierte Ewgenija Radanowa die Wettbewerbe. Sie gewann den vierten Mehrkampftitel in Folge und siegte auch über alle vier Einzelstrecken. Silber gewann Stéphanie Bouvier, Bronze Nina Jewtejewa. Bei den Männern gab es einen italienischen Dreifacherfolg im Mehrkampf. Fabio Carta siegte vor Michele Antonioli und Nicola Franceschina. Die Staffelfinals verliefen wenig spannend. Bei den Frauen siegte Italien deutlich vor Russland und den Niederlanden, bei den Männern siegte ebenfalls Italien mit klarem Vorsprung vor Großbritannien und Frankreich.

## Teilnehmende Nationen
Insgesamt nahmen 117 Athleten aus 24 Ländern an den Europameisterschaften teil, darunter 72 Männer und 45 Frauen.
| Teilnehmende Nationen (Frauen/Männer)                                                               | Teilnehmende Nationen (Frauen/Männer)                                                    | Teilnehmende Nationen (Frauen/Männer)                                                    | Teilnehmende Nationen (Frauen/Männer)                                                    |
| --------------------------------------------------------------------------------------------------- | ---------------------------------------------------------------------------------------- | ---------------------------------------------------------------------------------------- | ---------------------------------------------------------------------------------------- |
| Belarus (1/2) Belgien (0/2) Bulgarien (5/5) Deutschland (5/5) Frankreich (2/5) Großbritannien (1/5) | Israel (1/2) Italien (5/5) Kroatien (0/2) Lettland (0/2) Litauen (0/1) Niederlande (5/5) | Norwegen (0/1) Österreich (2/5) Polen (0/5) Rumänien (5/1) Russland (5/5) Schweden (1/0) | Schweiz (0/1) Slowakei (0/5) Slowenien (1/0) Tschechien (5/1) Ukraine (1/5) Ungarn (0/2) |

## Zeitplan
Der Zeitplan war parallel für Frauen und Männer wie folgt gestaltet.
Freitag, 17. Januar 2003
- 1500 m: Vorlauf, Halbfinale, Finale
- Staffel: Vorlauf

Samstag, 18. Januar 2003
- 500 m: Vorlauf, Viertelfinale, Halbfinale, Finale
- Staffel: Halbfinale

Sonntag, 19. Januar 2003
- 1000 m: Vorlauf, Halbfinale, Finale
- 3000 m: Superfinale
- Staffel: Finale

## Ergebnisse

### Frauen

#### Mehrkampf
- In den Spalten 1500 m, 500 m, 1000 m und 3000 m ist erst angegeben, welche Platzierung der Athlet erreichte, dahinter in Klammern, wie viele Punkte er dafür erhielt.
- Jeder Athlet, der in ein Finale gekommen ist, erhält dort für seine Platzierung Punkte, von 34 Punkten für den ersten Platz geht es bis zu einem Punkt für den achten Platz. Tritt ein Athlet nicht an (DNS), wird er disqualifiziert (DSQ) oder erreicht er nicht das Ziel (DNF), bekommt er keine Punkte für den Allround-Wettbewerb.

| Rang | Name                      | Punkte | 500 m  | 1000 m | 1500 m | 3000 m  |
| ---- | ------------------------- | ------ | ------ | ------ | ------ | ------- |
| 1.   | Ewgenija Radanowa         | 136    | 1 (34) | 1 (34) | 1 (34) | 1 (34)  |
| 2.   | Stéphanie Bouvier         | 55     | 3 (13) | 15 (0) | 2 (21) | 2 (21)  |
| 3.   | Nina Jewtejewa            | 32     | 12 (0) | 3 (13) | 3 (13) | 4 (8)   |
| 4.   | Tatjana Borodulina        | 29     | 2 (21) | 4 (8)  | 10 (0) | DSQ (0) |
| 5.   | Marta Capurso             | 28     | 14 (0) | 2 (21) | 5 (5)  | 7 (2)   |
| 6.   | Yvonne Kunze              | 21     | 6 (0)  | 5 (0)  | 4 (8)  | 3 (13)  |
| 7.   | Marina Tretjakowa         | 11     | 4 (8)  | 12 (0) | 12 (0) | 6 (3)   |
| 8.   | Marina Georgiewa-Nikolowa | 8      | 8 (0)  | 14 (0) | 6 (3)  | 5 (5)   |

#### Einzelstrecken
500 Meter
| Rang | Name               | Zeit         |
| ---- | ------------------ | ------------ |
| 1.   | Ewgenija Radanowa  | 45,086 s     |
| 2.   | Tatjana Borodulina | 45,154 s     |
| 3.   | Stéphanie Bouvier  | 49,435 s     |
| 4.   | Marina Tretjakowa  | 1:00,024 min |

Datum: 18. Januar 2003
1000 Meter
| Rang | Name               | Zeit         |
| ---- | ------------------ | ------------ |
| 1.   | Ewgenija Radanowa  | 1:43,993 min |
| 2.   | Marta Capurso      | 1:44,483 min |
| 3.   | Nina Jewtejewa     | 1:44,495 min |
| 4.   | Tatjana Borodulina | 1:44,978 min |

Datum: 19. Januar 2003
1500 Meter
| Rang | Name                      | Zeit         |
| ---- | ------------------------- | ------------ |
| 1.   | Ewgenija Radanowa         | 2:34,835 min |
| 2.   | Stéphanie Bouvier         | 2:35,468 min |
| 3.   | Nina Jewtejewa            | 2:35,594 min |
| 4.   | Yvonne Kunze              | 2:35,595 min |
| 5.   | Marta Capurso             | 2:36,016 min |
| 6.   | Marina Georgiewa-Nikolowa | 2:36,189 min |
| 7.   | Myrtille Gollin           | 2:39,601 min |

Datum: 17. Januar 2003
3000 Meter Superfinale
| Rang | Name                      | Zeit         |
| ---- | ------------------------- | ------------ |
| 1.   | Ewgenija Radanowa         | 5:30,153 min |
| 2.   | Stéphanie Bouvier         | 5:30,302 min |
| 3.   | Yvonne Kunze              | 5:30,325 min |
| 4.   | Nina Jewtejewa            | 5:36,146 min |
| 5.   | Marina Georgiewa-Nikolowa | 5:36,829 min |
| 6.   | Marina Tretjakowa         | 5:42,078 min |
| 7.   | Marta Capurso             | 6:48,397 min |
|      | Tatjana Borodulina        | DSQ          |

Datum: 19. Januar 2003

#### Staffel
| Rang | Name                                                                              | Zeit         |
| ---- | --------------------------------------------------------------------------------- | ------------ |
| 1.   | ItalienKatia Zini Catia Borrello Evelina Rodigari Marta Capurso                   | 4:22,180 min |
| 2.   | RusslandNatalja Dmitrijewa Nina Jewtejewa Tatjana Borodulina Marina Tretjakowa    | 4:32,262 min |
| 3.   | NiederlandeMelanie de Lange Marielle Lootsma Anouk Wiegers Maureen de Lange       | 4:37,737 min |
|      | BulgarienAnna Krastewa Daniela Wlaewa Ewgenija Radanowa Marina Georgiewa-Nikolowa | DSQ          |

Datum: 17. bis 19. Januar 2003

### Männer

#### Mehrkampf
- In den Spalten 500 m, 1000 m, 1500 m und 3000 m ist erst angegeben, welche Platzierung der Athlet erreichte, dahinter in Klammern, wie viele Punkte er dafür erhielt.
- Jeder Athlet, der in ein Finale gekommen ist, erhält dort für seine Platzierung Punkte, von 34 Punkten für den ersten Platz geht es bis zu einem Punkt für den achten Platz. Tritt ein Athlet nicht an (DNS), wird er disqualifiziert (DSQ) oder erreicht er nicht das Ziel (DNF), bekommt er keine Punkte für den Allround-Wettbewerb.

| Rang | Name                | Punkte | 500 m  | 1000 m | 1500 m | 3000 m |
| ---- | ------------------- | ------ | ------ | ------ | ------ | ------ |
| 1.   | Fabio Carta         | 115    | 1 (34) | 3 (13) | 1 (34) | 1 (34) |
| 2.   | Michele Antonioli   | 69     | 3 (13) | 1 (34) | 2 (21) | 8 (1)  |
| 3.   | Nicola Franceschina | 48     | 8 (1)  | 2 (21) | 3 (13) | 3 (13) |
| 4.   | Pieter Gysel        | 42     | 2 (21) | 17 (0) | 10 (0) | 2 (21) |
| 5.   | Sebastian Praus     | 18     | 21 (0) | 5 (5)  | 5 (5)  | 4 (8)  |
| 6.   | Arian Nachbar       | 13     | 6 (0)  | 15 (0) | 4 (8)  | 5 (5)  |
| 7.   | Jean-Charles Mattei | 11     | 24 (0) | 4 (8)  | 17 (0) | 6 (3)  |
| 8.   | Wim De Deyne        | 10     | 4 (8)  | 21 (0) | 18 (0) | 7 (2)  |

#### Einzelstrecken
500 Meter
| Rang | Name                | Zeit     |
| ---- | ------------------- | -------- |
| 1.   | Fabio Carta         | 42,699 s |
| 2.   | Pieter Gysel        | 43,240 s |
| 3.   | Michele Antonioli   | 43,286 s |
| 4.   | Wim De Deyne        | 43,471 s |
| 5.   | Wolodymir Grigoriew | 43,599 s |

Datum: 18. Januar 2003
1000 Meter
| Rang | Name                | Zeit         |
| ---- | ------------------- | ------------ |
| 1.   | Michele Antonioli   | 1:30,928 min |
| 2.   | Nicola Franceschina | 1:30,937 min |
| 3.   | Fabio Carta         | 1:31,035 min |
| 4.   | Jean-Charles Mattei | 1:31,079 min |
| 5.   | Sebastian Praus     | 1:31,097 min |

Datum: 19. Januar 2003
1500 Meter
| Rang | Name                | Zeit         |
| ---- | ------------------- | ------------ |
| 1.   | Fabio Carta         | 2:23,950 min |
| 2.   | Michele Antonioli   | 2:23,999 min |
| 3.   | Nicola Franceschina | 2:24,055 min |
| 4.   | Arian Nachbar       | 2:24,966 min |
| 5.   | Sebastian Praus     | 2:30,805 min |
|      | Tom Iveson          | DSQ          |
|      | Cees Juffermans     | DSQ          |

Datum: 17. Januar 2003
3000 Meter Superfinale
| Rang | Name                | Zeit         |
| ---- | ------------------- | ------------ |
| 1.   | Fabio Carta         | 5:09,330 min |
| 2.   | Pieter Gysel        | 5:15,708 min |
| 3.   | Nicola Franceschina | 5:16,114 min |
| 4.   | Sebastian Praus     | 5:16,126 min |
| 5.   | Arian Nachbar       | 5:16,128 min |
| 6.   | Jean-Charles Mattei | 5:16,582 min |
| 7.   | Wim De Deyne        | 5:16,682 min |
| 8.   | Michele Antonioli   | 5:22,539 min |

Datum: 19. Januar 2003

#### Staffel
| Rang | Name                                                                             | Zeit         |
| ---- | -------------------------------------------------------------------------------- | ------------ |
| 1.   | ItalienFabio Carta Nicola Franceschina Michele Ponti Nicola Rodigari             | 7:00,303 min |
| 2.   | GroßbritannienLeon Flack Tom Iveson Jon Eley Paul Stanley                        | 7:10,708 min |
| 3.   | FrankreichGuillaume Mathieu Thibaut Fauconnet Jean-Charles Mattei Julien Morelle | 7:13,842 min |
| 4.   | SlowakeiMatúš Užák Tomas Greschner Peter Jelen Matúš Michalik                    | 7:15,462 min |

Datum: 17. bis 19. Januar 2003

## Medaillenspiegel
| Platz  | Land           | Gold | Silber | Bronze | Gesamt |
| ------ | -------------- | ---- | ------ | ------ | ------ |
| 1      | Italien        | 3    | 1      | 1      | 5      |
| 2      | Bulgarien      | 1    | –      | –      | 1      |
| 3      | Frankreich     | –    | 1      | 1      | 2      |
| 3      | Russland       | –    | 1      | 1      | 2      |
| 5      | Großbritannien | –    | 1      | –      | 1      |
| 6      | Niederlande    | –    | –      | 1      | 1      |
| Gesamt | Gesamt         | 4    | 4      | 4      | 12     |